# Рудоок
Рудоо́к (Phlegopsis) — рід горобцеподібних птахів родини сорокушових (Thamnophilidae). Представники цього роду мешкають в Амазонії.

## Види
Виділяють три види:
- Рудоок плямистий (Phlegopsis nigromaculata)
- Рудоок чорний (Phlegopsis erythroptera)
- Окулярек білолобий (Phlegopsis borbae)[6][7]

## Етимологія
Наукова назва роду Phlegopsis походить від сполучення слів дав.-гр. φλοξ — полум'я і οψις — обличчя.